# (400261) 2007 RM115
(400261) 2007 RM115 es un asteroide perteneciente al cinturón de asteroides, descubierto el 11 de septiembre de 2007 por el equipo del Spacewatch desde el Observatorio Nacional de Kitt Peak, Arizona, Estados Unidos.

## Designación y nombre
Designado provisionalmente como 2007 RM115.

## Características orbitales
2007 RM115 está situado a una distancia media del Sol de 2,407 ua, pudiendo alejarse hasta 2,964 ua y acercarse hasta 1,850 ua. Su excentricidad es 0,231 y la inclinación orbital 2,038 grados: emplea 1364,24 días en completar una órbita alrededor del Sol.

## Características físicas
La magnitud absoluta de 2007 RM115 es 18,2.